# Labidocera mirabilis
Labidocera mirabilis is een eenoogkreeftjessoort uit de familie van de Pontellidae. De wetenschappelijke naam van de soort is voor het eerst geldig gepubliceerd in 1957 door Fleminger.